# 1324 Knysna
1324 Knysna este un asteroid din centura principală, descoperit pe 15 iunie 1934, de Cyril Jackson.